# Конради, Александра Олеговна
Александра Олеговна Конради (род. 6 февраля 1969 года) — российский учёный-кардиолог, академик РАН (2022).

## Биография
Окончив медицинский институт, прошла обучение в клинической ординатуре на базе Первого СПбГМУ (с 1992 по 1994 годы), затем работала там же ассистентом кафедры факультетской терапии (до 2001 года).
В 1997 году защитила кандидатскую диссертацию, тема: «Структурно-функциональные изменения миокарда при гипертонической болезни и возможность коррекции при антигипертензивной терапии».
С 2001 года работает в Национальном медицинском исследовательском центре имени В. А. Алмазова, сначала заведующей научно-исследовательским отделом, а в настоящее время — заместителем генерального директора по научной работе (с 2009 года).
В 2003 году защитила докторскую диссертацию, тема: «Ремоделирование сердца и крупных сосудов при гипертонической болезни».
В 2008 году присвоено учёное звание профессора.
В январе 2016 года присвоено звание профессора РАН.
В октябре 2016 года избрана членом-корреспондентом РАН.
В июне 2022 года избрана академиком РАН.

## Научная деятельность
Автор свыше 400 научных работ, из них 9 монографий и 5 авторских свидетельств и патентов.
Ведёт преподавательскую работу в должности профессора кафедры факультетской терапии Первого СПбГМУ.
Под её руководством защищены 1 докторская и 9 кандидатских диссертаций.
Член секции Всероссийского научного общества кардиологов (ВНОК) по вегетативной нервной системе, член Европейского общества кардиологов, Европейского общества по артериальной гипертензии, Международного общества по артериальной гипертензии.
Главный редактор рецензируемого научного журнала «Артериальная гипертензия», заместитель главного редактора журнала «Трансляционная медицина», член редколлегии журнала «Рациональная фармакотерапия в кардиологии», рецензент в международных журналах «Blood pressure», «Clinical autonomic research», «American J. of Hypertension».